# Erwin Michelberger
Erwin Michelberger (* 25. September 1950 in Saulgau) ist ein deutscher Regisseur und Filmemacher.

## Leben
Erwin Michelberger studierte Film an der Kunstakademie Düsseldorf.  Er hat zahlreiche, zum Teil preisgekrönte Dokumentarfilme gemacht sowie drei Spielfilme, zu denen er auch das Buch geschrieben hat. Die meisten seiner Dokumentar- und Spielfilme sind von ARD oder ZDF koproduziert worden.
In seinem ersten Dokumentarfilm Es bleibt noch viel zu sagen, der 1980 in Zusammenarbeit mit Raimund Hoghe entstand, widmete sich Michelberger Holocaust-Überlebenden in einem jüdischen Altersheim in Düsseldorf. Auch seine späteren Arbeiten handeln häufig von Menschen, die ausgegrenzt werden oder am Rande der Gesellschaft stehen. Den Dokumentarfilm Oder wie sieht die Welt aus über Düsseldorfer Kleinganoven nannte „Der Spiegel“ eine „saftige Sozialkunde aus dem Souterrain der Wohlstandsgesellschaft“. In anderen Dokumentarfilmen geht es etwa um Straftäter in der Forensischen Psychiatrie (Ich will kein Jack the Ripper sein!), um Transvestiten (In eine andere Haut schlüpfen) oder um Menschen mit Tourette-Syndrom (DOCH).
In den Film „LUS oder Geschmack am Leben“ schildert Michelberger die Bestattungsriten der Juden, Christen und Muslime, vor allem den unterschiedlichen Umgang mit dem toten Körper. In seiner jüngsten Dokumentation „Nachbarn fürs Leben“ zeigt der Regisseur das nachbarschaftliche Zusammenleben in der Kölner Probsteigasse, auch vor dem Hintergrund des Sprengstoffanschlags auf eine iranische Familie im Jahr 2001. „Der Film versucht“, schrieb der „Kölner Stadt-Anzeiger“, „Absurdität und Alltag zu packen. Es gelingt.“
Erwin Michelberger lebt in Köln. Mehr als zehn Jahre lang war er Vorsitzender der Filmwerkstatt Düsseldorf e. V.

## Filmografie (Auszug)
- 1980: Es bleibt noch viel zu sagen, Dokumentarfilm, WDR
- 1981: Oder wie sieht die Welt aus, Dokumentarfilm, Ko-Regie: Marina Achenbach und Paco Knöller, WDR
- 1983: Eine Zeitlang, es war in Rom, Spielfilm, ZDF
- 1984: Schauspielen, Dokumentarfilm, mit Bruno Ganz und Stefan Jürgens, WDR
- 1986: In eine andere Haut schlüpfen, Dokumentarfilm, WDR
- 1988: Kopffeuer, Spielfilm, in einer Hauptrolle Seyran Ateş, NDR
- 1989: Weit, weit hinaus, Dokumentarfilm, WDR
- 1992: Lebenszeichen – Claude, 22 Jahre alt, hat sich getötet, Dokumentarfilm, WDR
- 1994: Traumstreuner, Spielfilm, mit Hannes Thanheiser und Bernd Gnann, SDR
- 1996: Rettet die Liebe – ums Verrecken, Film-Essay, WDR/SWF
- 1998: Ich will kein Jack the Ripper sein!, Dokumentarfilm, ZDF
- 1999: Blumen lieben oben, Dokumentarfilm, WDR/SWR/SFB
- 2002: Schlittenschenken, Dokumentarfilm, Ko-Regie: Oleg Tcherny, BR
- 2005: N wie niemand, Dokumentarfilm, RBB/ARTE
- 2006: DOCH, Dokumentarfilm, ZDF/3sat
- 2010: LUS oder Geschmack am Leben, Dokumentarfilm, ZDF/3sat
- 2015: Wunderwerk, Dokumentarfilm
- 2017: Nachbarn fürs Leben, Dokumentarfilm, ZDF/3sat

## Auszeichnungen
- 1989: Max-Ophüls-Preis: Förderpreis für Kopffeuer
- 2002: ARTE-Dokumentarfilmpreis für den besten deutschen Dokumentarfilm für Schlittenschenken